# Неродимски срез
Неродимски срез, такође познат и као Урошевачки срез, односно Феризовићки срез (према ранијем називу главног среског места), био је административно-територијална јединица (срез) у Краљевини Србији, а потом у Краљевини Југославији и касније у ФНР Југославији, односно у НР Србији и њеној Аутономној косовско-метохијској области. Постојао је од 1912. до 1955. године, а обухватао је шири простор потоње Општине Урошевац, са околином.

## Историја
Након ослобођења од османске власти (1912) и укључивања у састав Краљевине Србије, на ширем подручју око тадашњег Феризовића (потоњи Урошевац) формиран је Неродимски срез, који је назив добио по старом Неродимљу, знаменитом месту из српске средњовековне историје. Од свог оснивања, Неродимски срез се налазио у саставу новоустановљеног Приштинског округа, који је такође називан и Косовским округом. Такво стање задржано је и за време Краљевине СХС, све до 1922 године, када је Неродимски срез укључен у састав новостворене Косовске области. Наредна административна промена извршена је 1929. године, када је Неродимски срез прикључен новоустановљеној Вардарској бановини, а такво стање задржано је све до 1941. године. За време Другог светског рата, окупатори су укључили тај срез у састав своје Приштинске префектуре (1941-1944).
Након ослобођења (1944-1945) и стварања Аутономне косовско-метохијске области (АКМО) у саставу НР Србије, дотадашњи Неродимски срез са седиштем у Урошевцу наставио је да постоји, све до 1955. године, када је у склопу управне реформе извршено укрупњивање срезова. Том приликом, подручје овог среза укључено је у састав проширеног Приштинског среза, а такво уређење је опстало све до 1959. године, када су на територији АКМО укинути сви срезови. У међувремену је на централном подручју некадашњег Неродимског среза основа нова Општина Урошевац.
Неродимски срез је обухватао 10 општина са 76 насеља, у којима је живао 28.021 становник (1922). Од ових већину су чинили Арбанаси 18.598 (муслимани 18.453, католици 145), затим Срби 8.148 (православни 7.978, муслимани 102, католици 68), па Цигани 1.086 (муслимани 994, православни 92), Власи 136, Турци 45, Јевреји 7 и Грци 1.